# كاسيا كورمبوزا
كاسيا كورمبوزا (الاسم العلمي: Cassia  corymbosa)، هو نبات ينتمي إلى بقولية (فصيلة: Fabaceae).